# Don DaGradi
Donald Da Gradi, dit Don DaGradi, est un dessinateur et scénariste américain né le 1er mars 1911 à New York et mort le 4 août 1991 à Friday Harbor (Washington).

## Biographie
Il commence sa carrière aux studios Disney au milieu des années 1930 comme peintre de décors et scénariste de courts-métrages. Nommé à la direction artistique sur Dumbo (1941), il s'occupe ensuite du layout des Trois Caballeros (1942) à Mélodie Cocktail (1946), puis du stylisme du Crapaud et le Maître d'école (1949) à Peter Pan (1953) et supervise la conception graphique de La Belle au bois dormant (1959),.
À partir de La Belle et le Clochard (1955), il devient l'un des principaux scénaristes des studios, tant pour les dessins animés que pour des films en prises de vues réelles tels que Pollyanna (1960), Monte là-d'ssus (The Absent-Minded Professor, 1961), Après lui, le déluge (Son of Flubber, 1963), Un amour de Coccinelle (1969), L'Apprentie sorcière (1971), pour la plupart travaillant en collaboration avec Bill Walsh et Mary Poppins (1964) pour lequel il reçoit une nomination à l'Oscar du « Meilleur scénario » avec Walsh.
Il prend sa retraite en 1970 et est nommé aux Disney Legends en 1991.

## Filmographie

### Comme animateur
- 1941 : Dumbo
- 1959 : La Belle au bois dormant

### Comme scénariste
- 1955 : La Belle et le Clochard
- 1964 : Mary Poppins
- 1968 : Un amour de Coccinelle
- 1968 : Le Fantôme de Barbe-Noire
- 1971 : L'Apprentie sorcière